# 스티븐 바
스티븐 바(Steven Barr, 1955년 6월 24일 ~ )는 미국의 배우, 성우이다.
휴스턴에서 태어났다.

## 출연 작품
- 데어 윌 비 블러드 (2007년)
- 데이 브레이크 (2006년)
- 공주와 해병 (2001년)
- 아틀란티스 - 잃어버린 제국 (2001년)
- 트레인 테러 (1998년)
- 카잠 (1996년)
- 사이버 러브 (1995년)
- 크리미널 마인드 (1993년)
- 투명 인간의 사랑 (1992년)
- 백색 전쟁 (1990, Drug Wars: The Camarena Story)
- 미혼모 (1988년)

### 텔레비전
- 닥터 슬론 (1996, 2001)